# Anna Holmlund
Anna Holmlund (Sundsvall, 3 ottobre 1987) è un'ex sciatrice freestyle svedese, specialista dello ski cross.

## Biografia
Attiva dal 2009 e specializzata nello ski cross, Holmlund ha esordito in Coppa del Mondo il 10 gennaio dello stesso anno a Les Contamines, classificandosi 28ª nella gara vinta dalla norvegese Hedda Berntsen. Ha ottenuto la sua prima vittoria, nonché il primo podio, il 21 dicembre successivo imponendosi a San Candido. Ha vinto la Coppa del Mondo di ski cross nel 2011, nel 2015 e nel 2016. Al termine dello stesso anno, il 19 dicembre, ha subito un grave incidente durante un allenamento a San Candido, che le ha causato un'emorragia cerebrale, per cui è stata sottoposta a un intervento, e costretto i medici a porla in coma farmacologico. Si è ritirata dalle competizioni subito dopo.
In carriera ha partecipato a due edizioni dei Giochi olimpici invernali, Vancouver 2010 (6ª nello ski cross) e Soči 2014 (3ª nello ski cross), e a due dei Campionati mondiali, vincendo una medaglia di bronzo a Deer Valley 2011.

## Palmarès

### Olimpiadi
- 1 medaglia:
  - 1 bronzo (ski cross a Soči 2014)

### Campionati mondiali
- 1 medaglia:
  - 1 bronzo (ski cross a Deer Valley 2011)

### Coppa del Mondo
- Miglior piazzamento in classifica generale: 2ª nel 2015
- Vincitrice della Coppa del Mondo di ski cross nel 2011, nel 2015 e nel 2016
- 33 podi:
  - 19 vittorie
  - 8 secondi posti
  - 6 terzi posti

#### Coppa del Mondo - vittorie
| Data             | Luogo               | Paese    | Disciplina |
| ---------------- | ------------------- | -------- | ---------- |
| 21 dicembre 2009 | San Candido         | Italia   | SX         |
| 22 dicembre 2009 | San Candido         | Italia   | SX         |
| 14 marzo 2010    | Meiringen-Hasliberg | Svizzera | SX         |
| 20 marzo 2010    | Sierra Nevada       | Spagna   | SX         |
| 18 dicembre 2010 | San Candido         | Italia   | SX         |
| 29 gennaio 2011  | Grasgehren          | Germania | SX         |
| 6 marzo 2011     | Meiringen-Hasliberg | Svizzera | SX         |
| 13 marzo 2011    | Branäs              | Svezia   | SX         |
| 19 marzo 2011    | Myrkdalen-Voss      | Norvegia | SX         |
| 15 febbraio 2015 | Åre                 | Svezia   | SX         |
| 22 febbraio 2015 | Tegernsee           | Germania | SX         |
| 13 marzo 2015    | Megève              | Francia  | SX         |
| 11 dicembre 2015 | Val Thorens         | Francia  | SX         |
| 12 dicembre 2015 | Val Thorens         | Francia  | SX         |
| 16 gennaio 2016  | Watles              | Italia   | SX         |
| 13 febbraio 2016 | Idre                | Svezia   | SX         |
| 4 marzo 2016     | Arosa               | Svizzera | SX         |
| 10 dicembre 2016 | Val Thorens         | Francia  | SX         |

Legenda:

SX = ski cross